# Vincent Rakabaele
Gabashane Vincent Rakabaele (ur. 3 września 1948, zm. 2 listopada 2003) – lesotyjski lekkoatleta, długodystansowiec.
Karierę sportową rozpoczął od sukcesów w biegach ultramaratońskich.
W 1980 podczas igrzysk olimpijskich w Moskwie zajął 36. miejsce w maratonie z czasem 2:23:29.
W 1984 na igrzyskach olimpijskich w Los Angeles zajął 61. miejsce w maratonie z czasem 2:32:15.
Trzykrotny mistrz RPA w maratonie (1976, 1979, 1982), w 1979 wynikiem 2:12:27 Rakabaele ustanowił rekord Lesotho w maratonie.

## Rekordy życiowe
- Bieg maratoński – 2:11:44 (1982)[1]